# 納馬因戈區
納馬因戈區是非洲中部國家烏干達的111個區之一，由東部區負責管轄，首府是納馬因戈，海拔高度1,200米，東面與肯尼亞接壤，南毗坦桑尼亞，2002年人口估計為145,500。

## 外部連結
- Namayingo District Information Portal （页面存档备份，存于）
- The Evolution of Ugandan Districts

00°17′N 33°51′E / 0.283°N 33.850°E